# Finntroll
Finntroll — фінський фолк-метал гурт. Їхня музика поєднує в собі елементи блек металу та фінської польки (хумпи). Більшість пісень гурту написані шведською мовою та являють собою історії про войовничих тролів.

## Історія
Гурт був створений 1997 року. Засновниками були Somnium (ex-Thy Serpent, Impaled Nazarene) та Katla. Через 9 місяців у 1998 з'явилася дебютна демка під назвою «Rivfader». За нестачею музикантів засновники серйозно почали задумуватися про набір, хоча б сесійних. Таким чином в гурті з'явилися барабанщик B.Dominator (Barathrum, Rapture, Shape Of Despair), гітарист Skrymer, клавішник Trollhorn (Moonsorrow) і басист Tundra. Тролями зацікавилася компанія Spikefarm з якою і був підписаний контракт. І світ побачив «Midnattens Widunder», альбом, котрий значно вплинув на блек- та фольк-метал сцену на багато років вперед.
Через рік вийшов повноформатний і багато нагримівший альбом «Jaktens Tid». З виходом альбому Finntroll почали подорожувати не лише рідною Фінляндією, а й в інших європейських країнах.
У 2002-у почалися проблеми. Команда скасовувала турне, у вокаліста Katla виникли серйозні проблеми з горлом, через що він покинув гурт, але не перестав його підтримувати, пише музику та тексти.
Січень 2003-го. Виходить експериментальний акустичний CD «Visor Om Slutet» записаний завдяки переносній студії в невеличкій хатині серед лісу недалеко від Гельсінкі. В записі поряд з Katla активну участь бере й новий вокаліст Wilska (Sethian, ex-Wizzard, ex-Nattvindens Grat, Nightwish). Альбом мав значний успіх: декілька тижнів на вершинах фінських хіт-парадів. Перед самим випуском альбому унаслідок нещасного випадку в стані алкогольного сп‘яніння трагічно гине гітарист Теему «Somnium» Райморанта. На заміну йому приходить Мікаель «Routa» Карблом (The Mist and the Morning Dew, The Seventh Planet), який грає по сьогоднішній день.
15 березня 2004 виходить EP «Trollhammaren». Однойменна пісня стала бомбою. Швидка, весела, запальна. Саме на неї хлопці й зняли свій перший кліп і не прогадали. Ця пісня й досі є найпопулярнішою серед усіх інших їхніх пісень.
На досягнутому зупинятися ніхто і не думав. Гуму вирішили не тягнути й через місяць, а саме 19 квітня того ж року вийшов другий повноцінний альбом «Nattfodd». Після нього почалися глобальні турне. Фіни побували майже скрізь. Перелетіли океан і дібралися до Америки. Успіх і слава їх не обділили. Фанатів вистачає кругом.
У 2006-у музиканти прощаються з Wilska, котрий з невідомих причин залишає команду, Новим вокалістом стає Маттіас «Vreth» Ліллманс (Carnaticum, Chthonian, Degenerate, Twilight Moon, Decomposter). У 2007-у виходить альбом «Ur Jordens Djup», який наробив значно менше шуму ніж попередники, але також зробив неоціненний внесок у творчість музикантів. На пісню «Nedgang» було знято другий кліп.
Узимку 2010-го фани дочекалися нового альбому під назвою «Nifelvind». Альбому передував досить своєрідний кліп на пісню «Solsagan» який багато кого здивував зміною образів музикантів та блек-дезовими мелодіями. Альбом виявився не таким сильним як «Jaktens Tid» та «Visor Om Slutet», але розвиток гурту супроводжується невеличкою зміною стилю й це, свого роду, є логічним прогресом.

## Концепція
Основою для текстів у всіх альбомах слугують скандинавські легенди про царя тролів на ім'я Рівфадер, який бореться з людьми-християнами. Іншими постійними героями текстів пісень, від одного альбому до іншого, є людські священники Аамунд і Кеттіл, яких тролі регулярно лупцюють, але в наступному альбомі вони знову живі та здорові, на зразок Кенні з відомого американського мультсеріалу South Park. У своїй ліриці Finntroll пародіюють штампи «язичницького металу», але в цих текстах, за словами Катли, є й інший, найглибший сенс: боротьба примітивних сил природи з людським впливом.

## Склад

### Поточний склад
- Хенрі «Trollhorn» Сорвалі — клавішні (з 1998), гітара (з 2013)
- Самі «Tundra» Уусітало — бас-гітара, бек-вокал (з 1998)
- Самулі «Skrymer» Понсімаа — гітара, бек-вокал (з 1998)
- Мікаель «Routa»' Карлбом — гітара, бек-вокал (з 2003)
- Хейкі «MörkÖ» Саарі — ударні (з 2014)
- Матіас «Vreth» Лільмонс — вокал (з 2006)
- Алексі Вірта — сесійний клавішний (з 2005)

### Колишні учасники
- Ян «Katla» Ямсен — вокал (1997—2001), клавішні (1997—1998), тексти (з 1997)
- Теему «Somnium» Раіморанта — гітара (1997—2003) (роки життя — 1977—2003)
- Тапіо «Тонквемада» Вільска — вокал (2002—2006)
- Томі Ульгрен — гітара (1997—1998)
- Саму «Beast Dominator» Руотсалайнен — ударні (1998—2014)

## Дискографія

### Альбоми
- Midnattens Widunder (1999)
- Jaktens Tid (2001)
- Nattfödd (2004)
- Ur Jordens Djup (2007)
- Nifelvind (2010)
- Blodsvept (2013)
- Vredesvävd (2020)

### EP
- Visor om Slutet (2003)
- Trollhammaren (2004)

### Демо
- Rivfader (1998)